# Oscar Prudente
Oscar Prudente (Rossiglione, 9 gennaio 1944) è un cantautore, compositore e produttore discografico italiano; come compositore, in alcuni casi, ha usato lo pseudonimo Merendero.

## Biografia
Di formazione teatrale, dopo aver studiato chitarra, pianoforte e batteria debuttò come batterista di Colin Hicks nel 1959, per poi passare a suonare lo stesso strumento nel gruppo di Luigi Tenco. Notato da Nanni Ricordi, dopo alcuni 45 giri incisi per la ARC (il primo, Vola con la spider, nel 1964) firmò nel 1966 un contratto con la Jolly.
Nello stesso periodo conobbe Dario Fo, con cui strinse un fruttuoso rapporto di collaborazione, scrivendo le musiche per le commedie La signora è da buttare e La passeggiata della domenica (e cantando, nelle relative incisioni, le canzoni Stai attento uomo bianco, Come sul pendolo dell'orologio e Le madri alla guerra). Nella seconda commedia utilizzò una melodia scritta da Enzo Jannacci per la canzone La mia morosa la va alla fonte, contenuta nello spettacolo del 1965 22 canzoni, destinata al brano E dormi, dormi, che io ti canto; sulla stessa musica Fabrizio De André scrisse poi il testo di Via del Campo.
Passò alla MGM, distribuita dalla Ricordi, incidendo due 45 giri in collaborazione col gruppo Le mani pesanti e partecipando poi al Cantagiro del 1968 con il brano Benvenuto fortunato. Durante la manifestazione conobbe Lucio Battisti, che iniziò a collaborare con lui sotto lo pseudonimo Gias (acronimo di Già Iscritto Alla Siae) nell'insolita veste di paroliere per il brano La vecchia casa, pubblicato nel 1969. In seguito compose alcune canzoni per altri cantanti, fra le quali Sotto il carbone (su testo di Bruno Lauzi, che la incise), L'aurora per Le Orme, Ho camminato per Michele (con testo di Mogol).
Nel 1970 firmò un contratto con la Numero Uno, casa discografica di proprietà di Mogol e Battisti. Insieme ai suoi due neo-produttori e a Mario Lavezzi compì una celebre traversata a cavallo dell'Italia, effettuata nell'estate dello stesso anno. Incise alcuni 45 giri, tra cui Un mondo di frutta candita nel 1971, che però passò quasi inosservato, salvo poi essere ripreso qualche anno dopo da Gianni Morandi con un discreto successo (incisa anche in spagnolo,con la stessa base, dal cantante italo-argentino Piero con il nome di Un mundo de fruta encendida). Sempre nel '71 gareggiò ad Un disco per l'estate con la canzone Rose bianche rose gialle i colori le farfalle.
Il suo primo album, Un essere umano, venne pubblicato a gennaio del 1973, col contributo, fra gli altri, di Euro Cristiani alla batteria e Umberto Tozzi alla chitarra. Fra i brani ivi contenuti Oè-oà - pubblicato a dicembre 1972 su 45 giri - riscosse un buon successo radiofonico (anche grazie ai numerosi passaggi durante la trasmissione Alto gradimento) e venne reincisa da Gianni Morandi nel 1982 sotto il titolo L'aeroplano, con diverso arrangiamento e diverso testo.
Nel 1969 conobbe Ivano Fossati con cui inaugurò un felice sodalizio, dal quale nacquero Jesahel, uno dei maggiori successi dei Delirium (con cui si esibì mescolato nel coro hippy durante il Festival di Sanremo), ed Haum. Nel 1973 incise con il cantautore genovese l'album Poco prima dell'aurora; nel 1974 compose un altro album, Infinite fortune, in cui Fossati collaborò agli arrangiamenti e suonando il flauto, oltre che nella scrittura dei brani, (tra gli altri musicisti presenti, nuovamente Euro Cristiani alla batteria e Umberto Tozzi alla chitarra). Nel 1975, sempre insieme a Fossati, partecipò alla scrittura delle canzoni del disco Un mondo di frutta candita di Gianni Morandi, tutte tranne che la canzone del titolo). I due scrissero insieme molte canzoni per altri artisti, fra cui la più celebre rimane senza dubbio Pensiero stupendo interpretata da Patty Pravo nel 1978.
Nel 1976 abbandonò la Numero Uno per passare alla CGD, con la quale pubblicò Donna che vai. L'anno successivo scrisse poi le musiche per lo spettacolo Nerone è morto di Aldo Trionfo, allestito dal Teatro Stabile di Torino.
Nel 1976 l'album "Il mondo di frutta candita" di Gianni Morandi venne ripreso con il titolo "...Y mi gente donde va" da Piero, cantautore argentino di origine italiana, noto per aver tradotto brani di Patty Pravo con versioni in spagnolo argentino (diverso da quello tradizionale).
Continuò a collaborare con numerosi artisti italiani: nel 1981 arrangiò insieme a Mark Harris l'omonimo album di Fabrizio De André (noto come L'indiano), e l'album Tre rose di Massimo Bubola.
Negli anni ottanta scrisse musiche per spettacoli teatrali e jingle pubblicitari; inoltre contribuì al lancio di Francesco Baccini, collaborando alla realizzazione del primo album del cantautore genovese e scrivendo la musica di una canzone del disco Ti amo e non lo sai. Sempre nello stesso periodo riarrangiò un brano di Vangelis che, nella sua versione, fu utilizzato per lungo tempo come brano della pubblicità della pasta Barilla. È stato direttore della scuola musicale fondata da Mogol, assieme al quale nel 2012 è tra gli autori dell'inno ufficiale della Lega Pro, La nostra canzone cantata dai BTwins.
Prudente è stato anche un appassionato di calcio ed ha collezionato tra il 1989 e il 1992 quattro presenze nella nazionale italiana cantanti.
Uno dei suoi brani più famosi è senza dubbio Stadium, conosciuto dagli italiani come l'inconfondibile sigla del famoso programma televisivo sportivo Domenica Sprint (sul lato b del singolo Ballata per Gigi, dedicata a Gigi Riva).
Questo è stato da sempre circondato da un alone di mistero riguardo un'incomprensibile parola pronunciata da un coro. Sebbene la maggior parte dei "curiosi" si fossero convinti che la suddetta parola fosse "Il goleador", lo stesso autore ha recentemente smentito in un'intervista questa ipotesi, rivelando che non si tratta di una parola di senso compiuto bensì di un insieme di parole inventate pronunciate contemporaneamente da 20 improvvisati coristi.
Nel 2009 vennero pubblicati all'interno del CD Fo canta Fo, dedicato alle canzoni scritte e cantate dal premio Nobel, i tre brani di Prudente frutto della collaborazione tra i due negli anni sessanta: Stai attento uomo bianco, Come sul pendolo dell'orologio e Le madri alla guerra.
A novembre 2023 Prudente e Fossati insieme alla Universal Records iniziano una causa legale contro i Public Enemy, che nell'album How You Sell Soul to a Soulless People Who Sold Their Soul? hanno inserito un brano, Harder Than You Think, che si basa su un campionamento della canzone Jesahel presentata dai Delirium al Festival di Sanremo 1972, senza citare gli autori originali del brano.

## Discografia

### Album in studio
- 1973 – Un essere umano (Numero Uno, DZSLN 55154)
- 1974 – Poco prima dell'aurora (Fonit Cetra/Numero Uno LPX 24; con Ivano Fossati)
- 1974 – Infinite fortune (Numero Uno, ZSLN 55673)
- 1977 – Donna che vai (CGD, 82073)

### Singoli
- 1964 – Vola con la spider/Asciuga quel visino bagnato (ARC AN 4001; inciso come Oscar)
- 1966 – Non voglio marciare/No, sul collo no (Jolly; inciso come Oscar)
- 1966 – Capelli lunghi, idee corte/Chissà dove sarà (Jolly; inciso come Oscar)
- 1968 – Vacci piano uomo bianco/Perché solo i figli (MGM, MG 70.018; inciso come Oscar)
- 1968 – Benvenuto fortunato/Euh! (MGM, MG 70.019; inciso come Oscar)
- 1969 – La vecchia casa/Cioccolata (Dischi Ricordi, SRL 10.551; inciso come Oscar)
- 1971 – Rose bianche rose gialle i colori le farfalle/Davanti al mare (Numero Uno, ZN 50116)
- 1971 – Il mondo di frutta candita/Come i treni (Numero Uno, ZN 50131)
- 1972 – Oè-oà/Gesù Cristo se nascesse ora (Numero Uno, ZN 50269)
- 1973 – È l'aurora/L'Africa (Fonit Cetra/Numero Uno, SP 1532; con Ivano Fossati)
- 1974 – Tema del lupo/Apri le braccia (Fonit Cetra/Numero Uno, SP 1551; con Ivano Fossati)
- 1974 – Solo no/Infinite fortune (Numero Uno)
- 1976 – Scarpe da poco/Scendo qua (CGD)
- 1977 – Stadium/Ballata per Gigi (CGD)

## Le canzoni scritte per o incise da altri artisti
| Anno | Titolo                                                    | Autori del testo                  | Autori della musica                | Interpreti          |
| ---- | --------------------------------------------------------- | --------------------------------- | ---------------------------------- | ------------------- |
| 1970 | Ho camminato                                              | Mogol                             | Oscar Prudente                     | Michele             |
| 1970 | Ti giuro che ti amo                                       | Mogol e Bruno Lauzi               | Oscar Prudente                     | Michele             |
| 1970 | L'aurora                                                  | Mogol                             | Oscar Prudente                     | Le Orme             |
| 1971 | So che mi perdonerai                                      | Mogol e Bruno Lauzi               | Damiano Dattoli e Merendero        | Nomadi              |
| 1972 | Jesahel                                                   | Ivano Fossati                     | Oscar Prudente                     | Delirium            |
| 1972 | Il mio mondo d'amore                                      | Mogol                             | Oscar Prudente                     | Ornella Vanoni      |
| 1972 | Haum                                                      | Ivano Fossati                     | Oscar Prudente                     | Delirium            |
| 1975 | Il mondo di frutta candita                                | Mogol                             | Oscar Prudente                     | Gianni Morandi      |
| 1975 | La caccia al bisonte                                      | Ivano Fossati                     | Oscar Prudente                     | Gianni Morandi      |
| 1975 | Sette di sera                                             | Ivano Fossati                     | Oscar Prudente                     | Gianni Morandi      |
| 1975 | Autostrade, no!                                           | Ivano Fossati                     | Oscar Prudente                     | Gianni Morandi      |
| 1975 | Favole di mare                                            | Ivano Fossati                     | Oscar Prudente                     | Gianni Morandi      |
| 1975 | Io vado a sud                                             | Ivano Fossati                     | Oscar Prudente                     | Gianni Morandi      |
| 1975 | Due ore di polvere                                        | Ivano Fossati                     | Oscar Prudente                     | Gianni Morandi      |
| 1975 | Io domani me ne vado                                      | Ivano Fossati                     | Oscar Prudente                     | Gianni Morandi      |
| 1975 | La mia gente                                              | Ivano Fossati                     | Oscar Prudente                     | Gianni Morandi      |
| 1975 | Good-Bye Indiana                                          | Ivano Fossati                     | Oscar Prudente                     | Ivano Fossati       |
| 1976 | Per effetto del tempo                                     | Ivano Fossati                     | Oscar Prudente                     | Loredana Bertè      |
| 1976 | En un mundo de fruta encendida Un mondo di frutta candita | Piero e Mogol                     | Oscar Prudente                     | Piero De Benedictis |
| 1976 | Y mi gente dónde va La mia gente                          | Piero ed Ivano Fossati            | Oscar Prudente                     | Piero De Benedictis |
| 1976 | Siete de la tarde Sette della sera                        | Piero ed Ivano Fossati            | Oscar Prudente                     | Piero De Benedictis |
| 1976 | Autopistas no Autostrade no!                              | Piero ed Ivano Fossati            | Oscar Prudente                     | Piero De Benedictis |
| 1976 | Fábulas de mar Favole di mare                             | Piero ed Ivano Fossati            | Oscar Prudente                     | Piero De Benedictis |
| 1976 | Dos horas de polvo Due ore di polvere                     | Piero ed Ivano Fossati            | Oscar Prudente                     | Piero De Benedictis |
| 1976 | Yo voy al sur Io vado al sud                              | Piero ed Ivano Fossati            | Oscar Prudente                     | Piero De Benedictis |
| 1978 | Pensiero stupendo                                         | Ivano Fossati                     | Oscar Prudente                     | Patty Pravo         |
| 1978 | Mi vuoi                                                   | Ivano Fossati                     | Oscar Prudente                     | Marcella Bella      |
| 1979 | In Paradiso e torno                                       | Bruno Lauzi                       | Oscar Prudente                     | Tiziana Pini        |
| 1979 | Dormi                                                     | Bruno Lauzi                       | Oscar Prudente                     | Tiziana Pini        |
| 1982 | L'aeroplano                                               | Mogol                             | Oscar Prudente                     | Gianni Morandi      |
| 1982 | Mama Dodori                                               | Cristiano Minellono               | Oscar Prudente                     | Dori Ghezzi         |
| 1983 | Margherita non lo sa                                      | Oscar Avogadro                    | Oscar Prudente                     | Dori Ghezzi         |
| 1983 | Vola via                                                  | Oscar Avogadro                    | Oscar Prudente                     | Dori Ghezzi         |
| 1987 | Dolce rompi                                               | Gianna Albini                     | Oscar Prudente e Giancarlo Bigazzi | Adriano Celentano   |
| 1989 | Ti amo e non lo sai                                       | Francesco Baccini                 | Oscar Prudente                     | Francesco Baccini   |
| 1991 | Terrazza sopra il mare                                    | Oscar Avogadro                    | Oscar Prudente                     | Loretta Goggi       |
| 1991 | Temporale                                                 | Franco Manzoni                    | Oscar Prudente                     | Loretta Goggi       |
| 1995 | Probabilmente niente                                      | Franco Manzoni e David Poggiolini | Oscar Prudente                     | Viola Valentino     |